# アイスフォレスト
『アイスフォレスト』は、さいとうちほによる日本の漫画作品。『月刊フラワーズ』（小学館）にて2007年7月号から2012年5月号まで連載された。単行本はフラワーコミックスα（同）より全12巻。

## あらすじ
シングルスケーターからアイスダンサーに転向した珠洲雪野は、ホームリンクが取り壊されるという噂を聞き、工事中のリンクを訪れた。かつてのホームリンクで別れを惜しむ雪野。そこに煌河一己と名乗る男が現れた。手入れの行き届いていないリンクで、アイスダンス用のシューズを履きながら美しいジャンプを繰り出す姿に才能を見出した一己は、雪野にバックアップの話を持ちかけ、ロマン・ギルベールを紹介した。
アイスダンス転向後、パートナーに恵まれていなかった雪野は、一己の紹介によりロマンとペアを組むことになった。だが、シングルからアイスダンスに転向した雪野と元々アイスダンサーのロマンの技量には大きな開きがあった。また、ロマンにはかつて婚約者でもあったパートナーに捨てられた過去があった。

## 登場人物
珠洲 雪野（すず ゆきの）
元シングルスケーター。14歳でジュニア大会の優勝を果たし、天才と呼ばれたが、怪我によりシングル選手としては再起不能となった。その後、リハビリを兼ねてアイスダンスに転向したが、パートナーに恵まれずにいた。煌河一己（後述）との出会いを機に、アイスダンサーのロマン・ギルベール（後述）とペアを組む。
ロマン・ギルベール
日加混血のアイスダンサー。日本人の母親とカナダ人の父親を持つ。19歳。婚約者でもあったパートナーとの破局とペアの解消に意気消沈していたところを、煌河一己（後述）の計らいにより来日。雪野とペアを組むことになった。一己からは「マロン君」と呼ばれる。
煌河 一己（こうが いっき）
ホテル経営を手掛ける煌河グループの御曹司で、同グループの専務。スケートリンクの取り壊し現場で出会った雪野の才能を見抜き、バックアップを申し出る。

## 書誌情報
- さいとうちほ 『アイスフォレスト』 小学館 〈フラワーコミックスα〉 全12巻[1]
  1. 2007年11月26日発売、ISBN 978-4-09-131385-0
  2. 2008年03月26日発売、ISBN 978-4-09-131490-1
  3. 2008年08月08日発売、ISBN 978-4-09-131816-9
  4. 2009年02月10日発売、ISBN 978-4-09-132267-8
  5. 2009年07月10日発売、ISBN 978-4-09-132623-2
  6. 2009年12月10日発売、ISBN 978-4-09-132823-6
  7. 2010年05月10日発売、ISBN 978-4-09-133196-0
  8. 2010年10月08日発売、ISBN 978-4-09-133459-6
  9. 2011年03月10日発売、ISBN 978-4-09-133653-8
  10. 2011年08月10日発売、ISBN 978-4-09-134020-7
  11. 2012年01月10日発売、ISBN 978-4-09-134260-7
  12. 2012年05月10日発売、ISBN 978-4-09-134466-3